# Andrei Pogojev
Andrei Pogojev (n. 1912, regiunea Rostov, Republica Sovietică Federativă Socialistă Rusă – d. 1994) a fost un inginer minier rus mobilizat în timpul celui de-Al Doilea Război Mondial în Armata Roșie. A luptat pe front, a fost luat prizonier de germani și dus în final în lagărul de concentrare Auschwitz. A fost printre organizatorii și participanții unei evadări colective a câteva zeci de camarazi, fiind printre cei patru dintre ei care au mai fost găsiți în Uniunea Sovietică după război.

## Biografie

### Înainte de război
Andrei Pogojev a plecat în 1929, la 17 ani, din satul natal din regiunea Rostov la studii. În 1930 se găsea în orașul Novocerkassk din aceeași regiune, fiind student cu o bursă mică. Ulterior a lucrat la o fabrică de cherestea din Serebrianka, lângă Kușva⁠(d), în munții Ural. A făcut serviciul militar în Armata Specială cu ordinul Drapelul Roșu din Orientul Îndepărtat⁠(d), în Transbaikal, apoi a lucrat ca inginer minier în mai multe mine răspândite în Uniune.
S-a căsătorit cu puțin înainte de război și i s-a născut o fetiță.

### Pe front
După atacarea Uniunii Sovietice de către armata germană, la 22 iunie 1941, Pogojev, fiind locotenent de artilerie în rezervă, a fost mobilizat la 5 iulie. A fost numit comandant de baterie în regimentul de artilerie al unei divizii de infanterie.
În divizia lui era haos, generalul comandant era incompetent și divizia se retrăgea în dezordine, suferind pierderi grele. Rămășițele ei au fost încercuite, oamenii din unitatea lui s-au risipit în grupuri mici, el a rămas cu trei soldați, și la 15 august au fost luați prizonieri.

### În prizonierat
Pogojev a fost internat într-un lagăr de prizonieri de război numit Stalag 308, unde germanii îi țineau în condiții inumane. Ei nu aplicau în cazul sovieticilor prevederile convențiilor internaționale privitoare la tratarea prizonierilor de război.
El și câțiva camarazi au făcut o încercare de evadare săpând cu mâinile, în mai multe nopți, un tunel pe sub gardul de sârmă ghimpată, dar tunelul a fost descoperit de gardieni.

#### La Auschwitz
La 7 octombrie 1941 a fost dus la Auschwitz. În perioada aceea au ajuns acolo circa 10.000 de prizonieri de război sovietici. Aici au dat de condiții și mai grele. Nu au fost deocamdată folosiți la munci, dar au început pierderile de vieți printre ei, fiind ținuți în pielea goală timp de aproape două luni și îmbolnăvindu-se în frigul toamnei târzii, subnutriți sau uciși cu cele mai diverse pretexte. În plus, a izbucnit o epidemie de tifos exantematic care a mărit mortalitatea. Atunci a apărut o formă de rezistență. Aruncau pe ascuns păduchi infectați pe SS-iști. Ca urmare, și dintre aceștia s-au îmbolnăvit unii, până ce un prizonier și-a trădat camarazii și maltratarea lor s-a întețit.
Abia spre sfârșitul lui noiembrie au fost tatuați pe piept cu numere de deținuți și au primit uniforme sovietice din cele luate de la ei la sosire. Pogojev avea numărul 1418.
În ianuarie 1942 au început să fie folosiți la construcția lagărului Auschwitz II-Birkenau, mergând zilnic acolo din Auschwitz I. Numărul morților a crescut din cauza muncii epuizante și a pedepselor aplicate celor care nu mai puteau munci. La 16 martie au fost mutați la Birkenau. Acolo, la primul apel a reieșit că mai erau în viață 666 de prizonieri sovietici. Pogojev a fost ales într-un grup dintre cei mai în formă, numit echipă de „întreținere”. Printre altele erau folosiți la adunarea celor care mureau peste noapte în barăci, pentru a fi transportați la crematoriu.
La 30 martie, o santinelă dintr-un turn de pază a tras spre el fără niciun motiv și l-a rănit la o mână. A ajuns la spitalul lagărului cu rana infectată. Spre norocul lui, deținuții medici și infirmieri polonezi erau foarte binevoitori. L-au operat și l-au îngrijit cât s-a putut de bine. Pogojev a aflat, pentru că au avut încredere în el, că fac parte dintr-o organizație clandestină. A ajuns sub protecția lor și a stat trei luni în spital, ajutând munca personalului îndată ce s-a simțit mai bine. A fost perioada cea mai ușoară pentru el cât a fost prizonier, dar întunecată de selecțiile periodice pentru gazare făcute de un medic SS, a pacienților care, după el, nu vor mai fi capabili să muncească, precum și de executarea medicului șef.
Pe la sfârșitul lui iulie sau sfârșitul lui august 1942, Pogojev a ajuns să fie planton la baraca echipei numite Sonderkommando⁠(d), folosită la camerele de gazare și la crematorii, ceea ce îl scutea de munca fizică, prea grea pentru el cu mâna rănită. A aflat mai târziu că l-a ajutat organizația clandestină din spital. Aceasta are legătură cu faptul că din administrația lagărului făceau parte și deținuți, care deveneau indispensabili pe măsură ce creștea numărul deținuților. Ierarhia lor o reproducea aproximativ pe cea a SS-iștilor. Cu cât erau mai de mult timp în lagăr, cu atât aveau un rang mai înalt. Erau printre ei deținuți de drept comun, mai ales germani, dar și deținuți politici. Existau deținuți kapo⁠(d) (supraveghetori ai echipelor de muncă), deținuți responsabili de baracă, la fiecare baracă deținuți care țineau documentele acesteia etc. Deținuții cu funcții aveau unele privilegii: nu lucrau fizic, aveau mai multă hrană. Cei cu grad mai înalt puteau alege deținuți pentru munci mai ușoare și chiar pentru funcții subordonate. Unii dintre deținuții cu funcții, mai ales cei de drept comun, îi maltratau pe deținuții de rând. Alții, mai ales dintre cei politici, erau atât de binevoitori pe cât se putea în lagăr. O parte din cei politici au constituit mai multe organizații clandestine, care formau rețele prin care se ajutau între ei sau pe alți deținuți. Prin relațiile lor puteau, printre altele, face rost de obiecte din bagajele deportaților care erau aduși, sortate în sectorul numit „Canada” de către deținuți.
Pogojev a putut constata că starea psihică a membrilor Sonderkommandoului era deosebit de rea. Îi era interzis, totuși a reușit să afle de la ei ce se întâmpla la camerele de gazare și explica starea lor.
În vara lui 1942 mai rămăseseră în viață numai 130 de prizonieri de război sovietici din cei circa 10.000 aduși în toamna lui 1941. Erau cei mai puternici fizic și psihic, cu experiență în tehnicile de supraviețuire, disciplinați și solidari între ei, inclusiv responsabilul lor de baracă, dar se temeau că vor fi și ei uciși. În aceste condiții, gândul evadării a devenit tot mai insistent. Pe la sfârșitul lui august, șapte dintre ei, printre care Pogojev, s-au întrunit în secret și au hotărât să organizeze o evadare colectivă.
Planul evadării cuprindea ideea ca sovieticii să ajungă să dea echipa numită Suchenkommando, echipa de căutare. Aceasta era adunată când un deținut lipsea la apel. Acesta putea să fi murit fără să se observe, și trebuia căutat. Dacă nu se găsea cadavrul, se presupunea că a evadat și se declanșa alarma. Organizatorii evadării au răspândit zvonul că sovieticii s-ar oferi să formeze Suchenkommando. Au reușit să fie desemnați pentru această echipă și au manifestat zel în căutări. Totodată au făcut pregătiri, făcând rost de haine civile și camuflându-și numerele prin tatuarea unor desene.

### Evadarea
La 6 noiembrie, ziua hotărâtă pentru evadare, au ascuns cadavrul unui deținut care nu era prizonier sovietic, și când s-a văzut că lipsește la apel, li s-a ordonat să-l caute, dar echipa a fost limitată la 70 de oameni. Mai mulți care ar fi vrut să evadeze și ei, au rămas în afara echipei. Cei 70 s-au răspândit și au simulat căutarea până când s-a întunecat și a început să se lase ceața, apoi s-au adunat, așa cum stabiliseră dinainte, la o breșă în gard lăsată pentru aducerea de materiale de construcții, lângă care era un turn de pază. Tocmai atunci a trecut pe acolo Sonderkommando și un membru al ei a fugit prin breșă. A fost imediat împușcat și unul din SS-iștii care escortau Sonderkommando i-a ordonat responsabilului de baracă al prizonierilor sovietici să aducă cadavrul în lagăr. Responsabilul a trimis patru oameni, printre care era și Pogojev. Atunci s-a dat semnalul și prizonierii au aruncat în santinelă pietre și bucăți de fier pe care le luaseră cu ei, apoi au pornit în masă, doborând turnul de pază. Au reușit să fugă cei care erau mai aproape de breșă, dar cei care erau ceva mai departe au fost repede înconjurați de SS-iști.
Evadații s-au răspândit în grupuri mai mici. Al lui Pogojev a fost mai întâi de opt, apoi de patru. SS-iștii au pornit repede în camioane ca să-i prindă pe evadați și i-au înconjurat pe cel puțin o parte din ei. Pogojev a rămas până la urmă numai cu un camarad și au reușit să se strecoare din încercuire. Voiau să pornească mai întâi spre vest, ca să-i deruteze pe urmăritori, apoi spre sud, ca să ajungă la partizanii cehi și slovaci din munții Tatra.
Nu puteau să se orienteze după stele din cauza cerului acoperit și au rătăcit mai mult de două săptămâni, până au fost arestați de polițiști militari germani. Aceștia nu și-au dat seama că sunt de la Auschwitz, din cauza numerelor mascate, și i-au crezut când au spus că fugiseră dintr-un tren cu prizonieri. Au fost duși în lagărul din Łambinowice⁠(d) (Lamsdorf). Nu se știe ce s-a întâmplat mai departe cu camaradul lui Pogojev.

### După război
Pogojev a supraviețuit și a ajuns din nou în Uniunea Sovietică. Dintre zecile de camarazi evadați la 6 noiembrie 1942, după război mai erau încă trei în țară. Ceilalți au fost probabil uciși în timpul urmăririi sau prinși și duși înapoi în lagăr. Pogojev și-a scris amintirile, conform istoricului polonez Jacek Lachendro în 1962. După Irina Harina, o supraviețuitoare a Auschwitzului care l-a contactat pe Pogojev și a ținut legătura cu el, acesta le-a scris în 1978. Ea a fost cea care s-a îngrijit de manuscris, publicat în limba rusă împreună cu amintirile unui camarad evadat odată cu el, apoi în engleză.
Când au avut loc procesele de la Frankfurt⁠(d) din 1963-1965 ale unor criminali de război de la Auschwitz, Pogojev a cerut să fie ascultat ca martor al acuzării și a depus mărturie în 1965. Din răspunsurile la întrebările președintelui tribunalului reiese că în acel an locuia la Donețk, era tot căsătorit, tot inginer minier și mai avea încă o fiică.
La sfârșitul memoriilor sale, relatează că a participat la o aniversare a eliberării lagărului și a parcurs fostul lagăr devenit muzeu. A murit în 1994, cu un an înainte de a 50-a aniversare a eliberării Auschwitzului.